# 鲍迎祥
鲍迎祥（1964年5月—），山东胶州人，汉族，中国共产党党员。中华人民共和国政治人物、第十三届全国人民代表大会解放军和武警部队代表。任武警天津市总队司令员，武警少将。 

## 生平
2018年，鲍迎祥被选为解放军和武警部队出席第十三届全国人民代表大会代表。